# Дербент (пароход, 1857)
«Дербент» — вооружённый пароход Каспийской флотилии Российской империи.

## Описание парохода
Пароход с железным корпусом, длина судна составляла 54,86 метра, а ширина с обшивкой — 9,14 метра. На пароходе была установлена паровая машина мощностью 160 номинальных лошадиных сил. Вооружение парохода в мирное время состояло из шести 6-фунтовых и двух 1-фунтовых пушек, а в военное время менялось на две 60-фунтовых пушки № 1 и четыре 24-фунтовых пушко-карронады.

## История службы
Пароход «Дербент» был заложен в 1856 году на Нижегородской машинной фабрике и после спуска на воду в 1857 году вошёл в состав Каспийской флотилии России. Строительство вёл корабельный мастер подполковник М. М. Окунев.
С 1859 по 1861 год принимал участие в описи и промерах Каспийского моря, при этом командир парохода в 1860 году был награждён орденом Святого Станислава II степени. В 1863 году совершал плавания между портами Каспийского моря. С 1864 по 1866 год вновь принимал участие в гидрографических работах в Каспийском море, а командир парохода был пожалован персидским орденом Льва и Солнца II степени со звездой.
18 (30) декабря 1876 года пароход «Дербент» был исключен из списков судов Каспийской флотилии.

## Командиры парохода
Командирами парохода «Дербент» в разное время служили:
- капитан-лейтенант, с 1 (13) января 1862 года капитан 2-го ранга, а с 27 марта (8 апреля) 1866 капитан 1-го ранга Н. Т. Ефимов (1859—1866 годы)[4];